# Copa del Generalísimo de baloncesto 1954
La Copa del Generalísimo de baloncesto o el Campeonato de España 1954 fue la número 18.º, donde su final se disputó en el Frontón Fiesta Alegre de Madrid el 6 de junio de 1954.

## Semifinales
Los ganadores de cada grupo acceden a la final. Los partidos se disputaron del 23 al 25 de abril.

### Grupo I (Madrid)
| Pos. | Equipo         | PJ | G | P | PF  | PC  | DP  | Pts | Clasificación     |   | RMA | BAZ   | SAD   | EST   |
| ---- | -------------- | -- | - | - | --- | --- | --- | --- | ----------------- | - | --- | ----- | ----- | ----- |
| 1    | Real Madrid CF | 3  | 3 | 0 | 184 | 125 | +59 | 6   | Acceso a la Final |   | —   | 67–37 | 46–38 | 71–50 |
| 2    | EN Bazán       | 3  | 2 | 1 | 175 | 176 | −1  | 5   |                   |   | –   | —     | 64–46 | 74–63 |
| 3    | CB San Adrián  | 3  | 1 | 2 | 145 | 166 | −21 | 4   |                   | – | –   | —     | 61–56 |       |
| 4    | CB Estudiantes | 3  | 0 | 3 | 169 | 206 | −37 | 3   |                   | – | –   | –     | —     |       |

 Fuente: Linguasport

### Grupo II (Barcelona)
| Pos. | Equipo               | PJ | G | P | PF  | PC  | DP  | Pts | Clasificación     |   | JUV | ESP   | CMP   | FEM   |
| ---- | -------------------- | -- | - | - | --- | --- | --- | --- | ----------------- | - | --- | ----- | ----- | ----- |
| 1    | Juventud de Badalona | 3  | 3 | 0 | 194 | 136 | +58 | 6   | Acceso a la Final |   | —   | 70–54 | 64–40 | 42–9  |
| 2    | RCD Español          | 3  | 2 | 1 | 205 | 152 | +53 | 5   |                   |   | –   | —     | 71–37 | 80–45 |
| 3    | CM Pedro Cerbuna     | 3  | 1 | 2 | 127 | 179 | −52 | 4   |                   | – | –   | —     | 50–44 |       |
| 4    | Femsa                | 3  | 0 | 3 | 131 | 190 | −59 | 3   |                   | – | –   | –     | —     |       |

 Fuente: Linguasport

## Final
| 6 de junio de 1954, 23:30 | Real Madrid CF                     | 56–41                              | Juventud de Badalona                       |                                                                                   |  |
| 23:30 GTM+1               | Marcador por tiempos: 20–17, 36–24 | Marcador por tiempos: 20–17, 36–24 | Marcador por tiempos: 20–17, 36–24         |                                                                                   |  |
|                           | Estadísticas Guillermo Galíndez 24 | Pts                                | Estadísticas Jaume Bassó y Josep Brunet 10 | Pabellón: Frontón Fiesta Alegre, Madrid Árbitros: Luciano Sánchez Martínez Gombao |  |

| Campeón de la Copa del Generalísimo 1954 |
| ---------------------------------------- |
| Real Madrid CF 3.º título                |